# 카레카
안토니우 지 올리베이라 필류(포르투갈어: Antônio de Oliveira Filho, 1960년 10월 5일 ~ )는 카레카(Careca)로 잘 알려진 브라질의 전 축구 선수이다. 포지션은 스트라이커였다.

## 클럽 경력

### 초기 경력
카레카는 상파울루주에서 태어났으며 상파울루주에 위치한 축구 클럽인 구아라니 FC에서 축구를 시작해 1978년에 데뷔했다. 카레카는 빠른 주력과 탁월한 득점 능력을 바탕으로 브라질의 유망 공격수로 떠올랐다. 그는 구아라니 FC에서 1978년 브라질 세리 A 우승과 1981년 브라질 세리 B 우승을 이뤘다.
1983년에 카레카는 상파울루 FC로 이적했고, 1986년 그의 이전 소속 팀이었던 구아라니 FC를 꺾고 브라질 세리 A에서 우승을 차지했다. 카레카는 또한 1986년에 당해 브라질 세리 A에서 최고의 활약을 펼친 선수에게 주는 볼라 지 오로(골든볼)를 수상했다.

### SSC 나폴리 시절
1987년 여름 카레카는 세리에 A의 SSC 나폴리로 이적했고, 같은 팀 소속의 디에고 마라도나(Diego MAradona), 브루노 조르다노(Bruno GIordano)와 함께 카레카(CAreca)는 마지카(MA-GI-CA 마법) 라인을 형성했다. 카레카는 SSC 나폴리 이적 후 첫 시즌에서 13골을 넣었으나, 팀은 유러피언 컵 첫 번째 라운드에서 레알 마드리드 CF에게 지며 탈락했고, 리그에서는 간발의 차이로 우승을 놓쳤다.
두 번째 시즌이었던 1988-89 시즌에는 카레카가 결승전 1차전과 2차전에서 모두 골을 넣으며 UEFA 컵에서 우승을 차지했고, 리그에서는 준우승을 차지했고, 다음 시즌에서는 리그 우승을 차지했다. 디에고 마라도나가 팀을 떠난 뒤 카레카는 잔프랑코 촐라와 호흡을 맞추었으나 우승을 차지하지는 못했다.

### 말년
1993년 카레카는 일본의 가시와 레이솔로 이적했다. 1994년에는 팀의 J리그 승격에 일조했으며, 1997년에는 산투스 FC로 팀을 옮겨 브라질로 돌아왔다. 이후 1999년 EC 상조제에서 은퇴했다.

## 국가대표팀 경력
카레카는 1982년에 처음으로 브라질 축구 국가대표팀에 선발됐으나, 부상 때문에 1982년 FIFA 월드컵에 출전하지 못했다. 1986년에는 월드컵에 출전했으나 8강전에서 프랑스에게 승부차기 끝에 패배했고, 5골을 기록한 카레카는 6골을 기록한 잉글랜드의 개리 리네커에 이어 실버 부트를 수상했다. 이후 1990년 FIFA 월드컵에도 출전했으나 16강전에서 아르헨티나에게 지며 탈락했다. 1993년 8월에 마지막으로 국가대표팀 경기에 참가했다.